# مارتینی

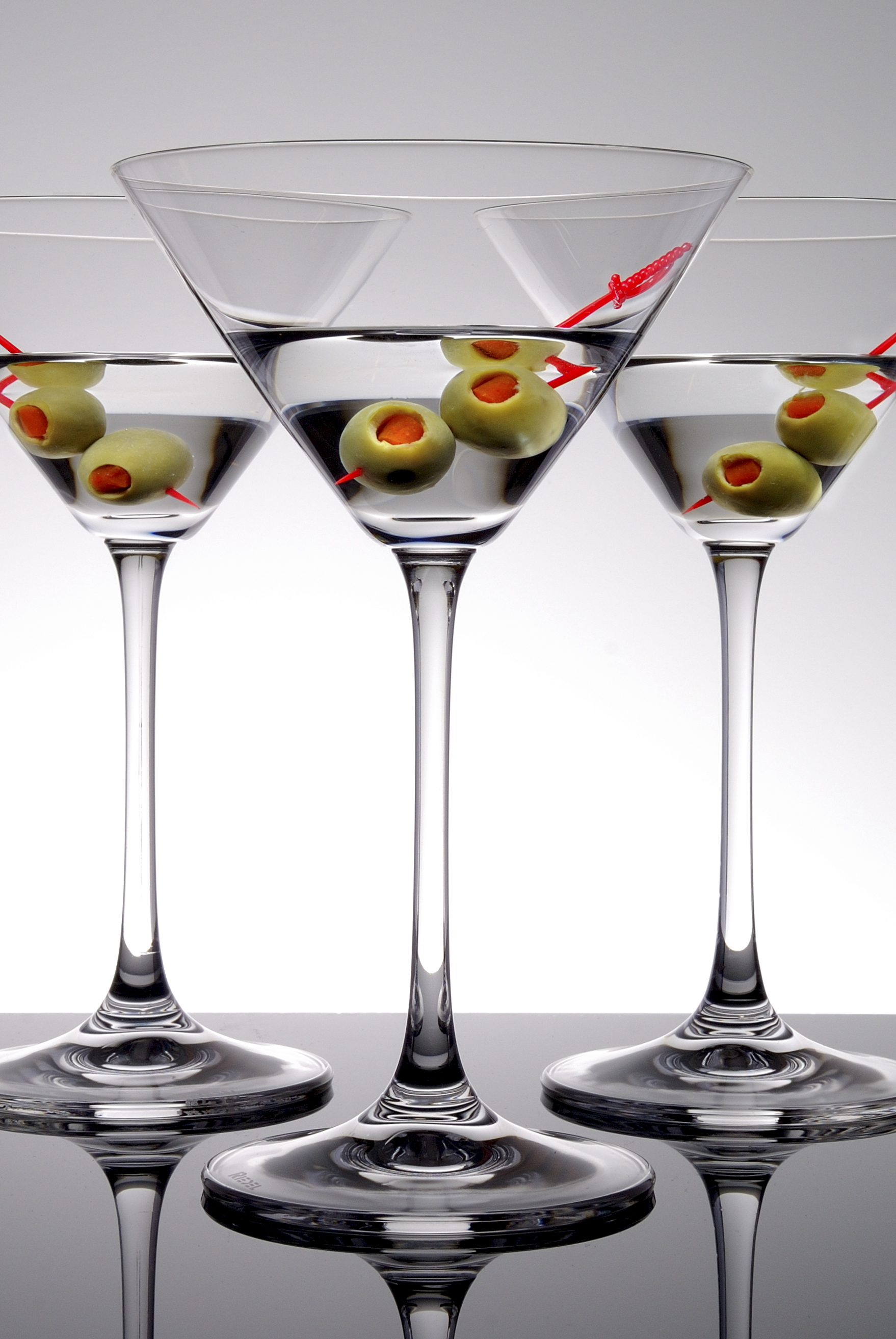
مارتینی با زیتون به عنوان مزه

مارتینی یک نوشیدنی الکلی ترکیبی از جین و ورموت و زیتون به عنوان مزه است. امروزه مارتینی به عنوان دوتا از معروف‌ترین نوشیدنی‌های الکلی مخلوط شناخته می‌شود.